# 中村川 (青森県)
中村川（なかむらがわ）は、青森県を流れ日本海に注ぐ二級河川。中村川水系の本流である。

## 地理
青森県弘前市大字常盤野の四兵衛森付近に源を発する。岩木山の西側を北へ流れ、JR五能線鰺ケ沢駅付近で日本海に注ぐ。
流域の大部分を青森県西津軽郡鰺ヶ沢町が占め、河口では鰺ヶ沢町の中心部を流れる。生活用水のほか、農業用水、発電用水にも使われている。岩木山にも近く、そこに源を発する支流もある。近隣には鰺ヶ沢町スキー場がある。

## 河川指定区間
準用河川指定当時（1961年）のデータ
- 右岸 - 西津軽郡鰺ヶ沢町大字松代の赤川沢合流点から
- 左岸 - 西津軽郡鰺ヶ沢町大字松代の赤川沢合流点から
- 同郡同町大字田中町の海まで

## 中村川水系の流域にある自治体
青森県
弘前市、西津軽郡鰺ヶ沢町

## 近隣河川
河口より左回りに記載
- 赤石川（西隣り）
- 岩木川（南、東隣り）
- 鳴沢川（下流東隣り）

## 中村川水系の支流
下流より記載。（右）は右岸への合流を示す。
- 白沢（右）
- 苗代沢（右）
- 赤沢（右）
- 黒沢（右）
  - 湯段沢川
- 岩名目沢（右）
- 牛頭沢（右）
- 濁川沢

### 二級河川指定
これは青森県が1981年（昭和56年）に河川指定した区間であり、最上流の川になると実際の水が流れる川としては指定区間より長い場合がある。
- 逆川沢
  - 左岸 - 西津軽郡鰺ヶ沢町大字芦萢町字笠置山国有林六七林班た一小班地先
  - 右岸 - 同郡同町同大字同字国有林六七林班た一小班地先
  - 中村川への合流点
- 井戸ノ沢
  - 左岸 - 中津軽郡岩木町大字常盤野字黒森国有林二四林班ろ二小班地先
  - 右岸 - 同郡同町同大字同字国有林二四林班ろ二小班地先
  - 中村川への合流点
- 前ノ川沢
  - 左岸 - 西津軽郡鰺ヶ沢町大字芦萢町字笠置山国有林六八林班へ三小班地先
  - 右岸 - 同郡同町同大字同字国有林六九林班り一小班地先
  - 中村川への合流点
    - 滝ノ沢
      - 左岸 - 西津軽郡鰺ヶ沢町大字芦萢町字笠置山国有林六七林班ぬ一小班地先
      - 右岸 - 同郡同町同大字同字国有林六七林班ち四小班地先
      - 前ノ川沢への合流点
- 中川沢
  - 左岸 - 西津軽郡鰺ヶ沢町大字芦萢町字下中村山国有林一林班は小班地先
  - 右岸 - 同郡同町同大字同字国有林四林班い小班地先
  - 中村川への合流点

これは青森県が1991年（平成3年）に河川指定した区間であり、最上流の川になると実際の水が流れる川としては指定区間より長い場合がある。
- 徳明川（右）
  - 左岸 - 西津軽郡鰺ヶ沢町大字中村町字上清水崎一一六番二地先
  - 右岸 - 同郡同町同大字同字一二一番七地先
  - 中村川への合流点

### 準用河川指定
これは青森県が河川指定した区間であり、最上流の川になると実際の水が流れる川としては指定区間より長い場合がある。
- 堀切沢 - 1,000m
  - 左岸 西津軽郡鰺ヶ沢町大字芦萢町字蓬平の餅の平沢合流点から
  - 右岸 西津軽郡鰺ヶ沢町大字芦萢町字蓬平の餅の平沢合流点から
  - 中村川への合流点

## 自然
上流域は白神山地から続くブナ林が密生し、多種多様な動植物が生息している。瀬や淵、滝などで清流を好む魚が集まる。

## 災害
- 2022年（令和4年）8月9日 - 集中豪雨により、河口から約1.5km地点の右岸から越水が生じて氾濫。内水氾濫も加わり浸水家屋445棟[5]。